# Die Spinne (Ewers)

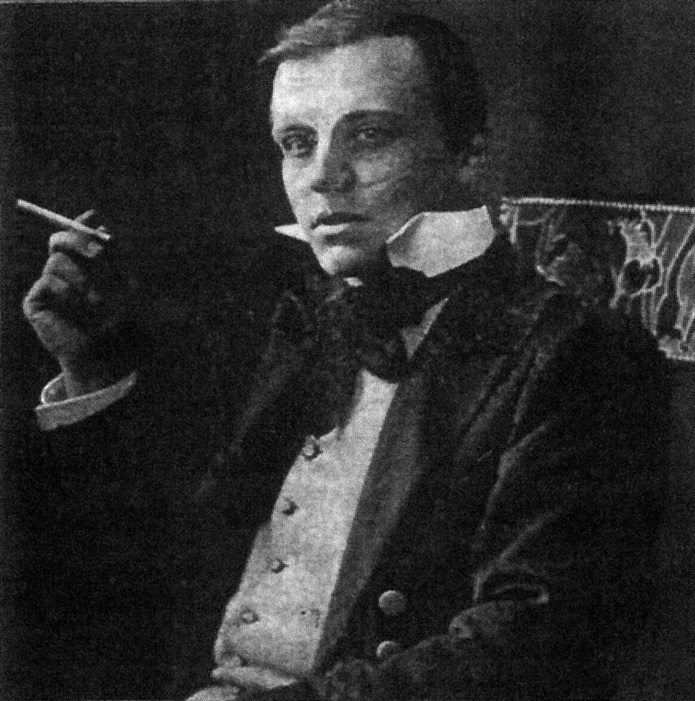
Hanns Heinz Ewers

Die Spinne ist der Titel einer phantastischen Horrorgeschichte von Hanns Heinz Ewers, die er 1908 im französischen Ault schrieb und in dem Sammelband Die Besessenen veröffentlichte. Der Mosse-Verlag druckte den Text in der Volkszeitung, der Berliner Morgen-Zeitung und am 9. und 16. November 1908 im Zeitgeist, der Kulturbeilage des Berliner Tageblatts.
Im Mittelpunkt seiner wohl bekanntesten, Franz Zavrel gewidmeten Erzählung steht eine dämonische Verführerin, die Männer in den Suizid durch Erhängen treibt. Ewers schildert die Entwicklung einer gefährlichen Beziehung zwischen ihr und einem Studenten, der sie über einen Zeitraum von drei Wochen von einem Fenster aus beobachtet.
Die Erzählung wurde in zahlreichen Anthologien veröffentlicht und von Dashiell Hammett in die englischsprachige Sammlung Creeps by night aufgenommen. Sie ähnelt der unheimlichen Geschichte L’oeil invisible des Autorenpaares Erckmann-Chatrian, der sie einige Details verdankt.

## Struktur und Inhalt
Zwischen der Einleitung und Schlussbemerkung eines namenlosen Erzählers (Herausgeberfiktion) befinden sich die ausführlichen Tagebucheintragungen des letzten Opfers.
In einem Pariser Hotelzimmer erhängen sich zunächst zwei Gäste, ohne ein bestimmtes Motiv für den Suizid erkennen zu lassen. Man findet sie an zwei aufeinanderfolgenden Freitagen am Fensterkreuz mit einem Strick aus der Gardinenschnur aufgeknüpft. Als ein Polizist, der den Fall aufklären will, genau eine Woche später auf dieselbe Weise stirbt, verlassen nahezu alle verbliebenen Besucher das billige Hotel.
Zwei Wochen darauf quartiert sich der Medizinstudent Richard Bracquemont im Einvernehmen mit der örtlichen Polizei dort ein und hält seine Erlebnisse und Eindrücke in einem Tagebuch fest.
Zunächst geschieht nichts Ungewöhnliches, bis ihm eine seltsame Frau – er nennt sie Clarimonde – auffällt, die in einer Wohnung auf der gegenüberliegenden Straßenseite lebt und hinter den Vorhängen sitzt. Es scheint ihm, als arbeite sie unaufhörlich an einem Spinnrocken, ihre Finger wie Insektenbeine bewegend. In den folgenden Tagen kreisen seine Gedanken zunehmend um sie, so dass sich eine Art stumme Beziehung entwickelt, die ihn schrittweise gefangen nimmt. So kommen sie auf ein Spiel, bei dem beide die Bewegungen des anderen nachmachen müssen. Ihm fällt auf, dass sie seine jeweiligen Einfälle nahezu augenblicklich imitiert, als wäre sie geistig mit ihm verbunden.
Er wird immer wieder zum Fenster gezogen und erkennt etwas später zu seinem Schrecken, dass nicht er ihre, sondern sie seine Bewegungen bestimmt. Obwohl er die Gefahren des Spiels ahnt, kann er es nicht beenden und dem Einfluss Clarimondes entkommen, denn er liebt sie „in köstlicher Angst“.
Unfähig, sich aus ihrem dämonischen Bann zu befreien, geht er auch am letzten Freitag zum Fenster und versucht anfangs, sich zu widersetzen, bis er schließlich nachgibt. Dabei genießt er das Gefühl des schrittweisen Unterliegens und die „wundervolle Lust“ des „Besiegtwerden(s), dieses Hingeben in ihren Willen“. Er sieht, wie sie die Gardinenschnur abnimmt, eine Schlinge macht und sie am Fenster befestigt und spürt den „wollüstigen Zwang … in seiner unentrinnbaren Grausamkeit“. Um ihrem stummen Befehl zu entrinnen, schreibt er am Ende des Tagebuchs mehrfach seinen Namen nieder.
Wie die drei Vorgänger findet man ihn am Fensterkreuz erhängt. Im Gegensatz zu den anderen Opfern ist sein Gesicht jedoch angstverzerrt und zwischen seinen Zähnen befindet sich eine große, zerbissene Spinne. Der Kommissar liest das Tagebuch, untersucht daraufhin die gegenüberliegende Wohnung und stellt fest, dass sie seit vielen Monaten unbewohnt ist.

## Entstehung
Nach einem Aufenthalt in Südamerika reiste Ewers mit dem Schiff über Madeira und Lissabon nach Boulogne-sur-Mer, das er am 31. Mai 1908 erreichte. Von dort aus fuhr er über Paris in das Département Somme. Vom 12. Juni 1908 an residierte er in der Villa Suzy in Bois de Cise und arbeitete an seiner Sammlung Die Besessenen, die neben dem Vorgängerband Das Grauen seine berühmtesten Geschichten umfasst.
Nachdem er Der letzte Wille der Stanislawa d’ Asp und die auf einer wahren Begebenheit beruhende Erzählung Der Spielkasten beendet hatte, begann er mit der Niederschrift der Spinne.
Ähnlich wie seine Geschichte Die Tomatensauce hielten viele Leser sie wegen ihres Aufbaus, des Gegenwartsbezuges und der genauen Darstellung bestimmter Details zunächst für eine Reportage und baten um Aufklärung.

## Erckmann und Chatrian als Vorbild?

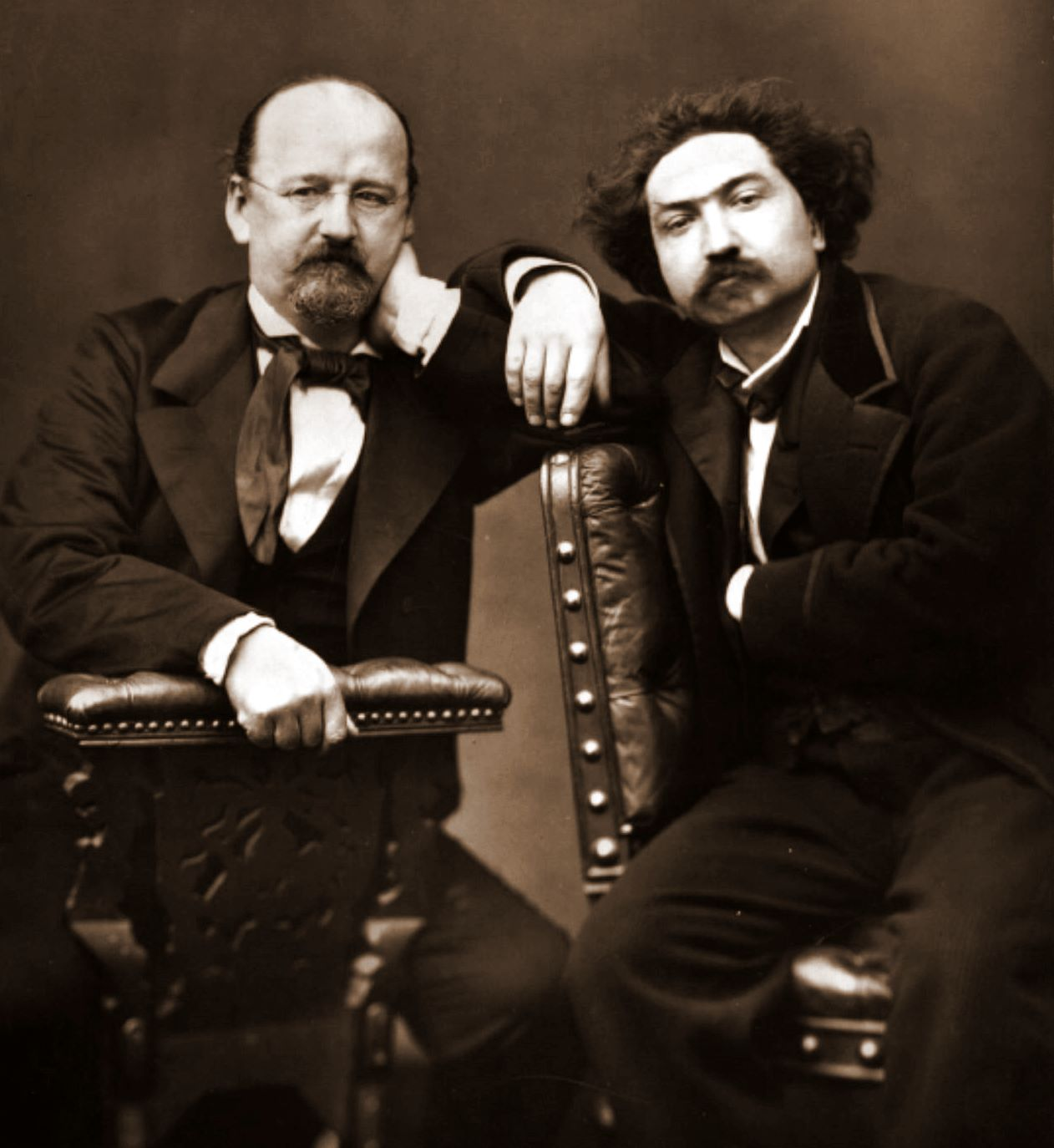
Émile Erckmann und Alexandre Chatrian

Bald nach dem Erscheinen der Erzählung wurden Plagiatsvorwürfe erhoben. So vermuteten bereits zwei Leserbriefschreiber, Ewers habe sie von Erckmann-Chatrian abgeschrieben. Auf diese Vorwürfe reagierte der Autor am 7. Dezember 1908 im Zeitgeist und erklärte, er habe bislang noch keine einzige Zeile des französischen Autorenpaares gelesen; es sei ihm vielmehr schwergefallen, die angebliche Vorlage zu finden, die sich auf dasselbe Ereignis wie sein Werk beziehe. Von dem gespenstischen Vorfall, den er in seiner Geschichte verarbeitet, habe ihm der Widmungsträger Franz Zavrel erzählt, der seinerseits von einem Hofrat Hanel, Professor für deutsches Recht an der Prager Universität, unterrichtet worden sei. Beide bestätigten Ewers’ Angaben im Berliner Tageblatt. Wie Hanel ohne Quellenangabe darlegte, soll sich die unheimliche Serie von Suiziden um 1866 in Paris ereignet haben.
Wilfried Kugel bezweifelt die Darstellung von Ewers und hält seine Angaben für wenig glaubhaft. Gerade die Volksmärchen von Erckmann und Chatrian seien oft als Material für den Französischunterricht verwendet und vermutlich vom jungen Ewers ins Deutsche übersetzt worden. Auch Rein A. Zondergeld geht davon aus, dass sich Ewers an der französischen Vorlage des Autorenpaares orientierte und diese ihn zu seiner Erzählung anregte.
Bei der fraglichen Geschichte von Erckmann-Chatrian handelt es sich um  L’oeil invisible ou l’auberge des trois pendus aus der zwischen 1875 und 1880 erschienenen Sammlung Contes populaires. In ihr geht es um eine alte Hexe, die Männer mit dem bösen Blick beeinflussen kann. Sie zwingt drei Besucher einer Herberge dazu, sich zu erhängen. Ein Maler, der ebenfalls gegenüber wohnt, beobachtet und durchschaut das Spiel der Alten, genannt Fledermausse, kann sie später aber mit ihren eigenen Waffen schlagen und sie dazu bringen, sich selbst zu erhängen.
Während es sich bei Ewers um eine faszinierende Femme fatale handelt, der die Männer zum Opfer fallen, geht es bei dem französischen Autorenpaar um eine alte Hexe. In beiden Erzählungen ereignen sich zunächst drei rätselhafte Suizide, bevor die eigentliche Handlung einsetzt; sowohl die Hexe wie Clarimonde beeinflussen ihre Opfer durch Blickkontakte vom Fenster aus. Mag man dies noch als zufällige Übereinstimmung betrachten, wird für Wilfried Kugel spätestens mit der Spinnensymbolik die Parallele offensichtlich. Der Maler beobachtet, wie die Hexe, die ähnlich wie Clarimonde an einem Spinnrad sitzt und Fäden spinnt, eine Fliege fängt und ins Netz einer Spinne setzt, die so groß ist, dass er sie vom gegenüberliegenden Fenster aus erkennen kann – nur diese Spinne fühle „sich wohl in ihrer Gesellschaft“.
Ewers greife auf das Motiv zurück, das sich auch bei Erckmann-Chatrian findet, und verwende es als „symbolisches Sujet“, das er weiter ausbaut und dabei vor allem das in der Natur häufig beobachtete Verhalten der Spinnenweibchen hervorhebt, für das Männchen gefährlich zu werden.
Thomas Wörtche hingegen relativiert diese Sichtweise. Zwar gibt es auch für ihn „ähnliche Grundvoraussetzungen“ und einige gemeinsame Details, zu denen etwa die an einen Vampir erinnernden spitzen Zähne der beiden Frauen gehören; inwieweit das intertextuelle Verhältnis über die motivische Analogie hinausgeht, muss seiner Auffassung nach aber „dahingestellt bleiben“. Er verwendet hierbei allerdings einen strengen Maßstab und beurteilt die Übereinstimmungen nach einem „eingeschränkte(n) Konzept“, bei dem die „Vorlage tatsächlich ein dominanter konstruktiver Faktor für die Adaption“ sein muss.
Zwischen beiden Erzählungen überwiegen für Wörtche die Unterschiede. So spielt die erste Geschichte in einem stilisierten und  „hoffmannesken“ Nürnberg, bei Ewers hingegen im großstädtischen Paris. Bei ihm weise die Reihenfolge der Todesfälle mit den „drei aufeinanderfolgenden Freitagen“ ein deutliches Muster auf, er verzichte auf „Puppenzauber“, Aberglauben und den letztlich siegreichen Kampf des Guten gegen das Böse. Erinnert die Alte mit dem schrecklichen Gesichtsausdruck, dem „gebeugtem Rücken“ und spitzen Kinn an die Hexe bei Hänsel und Gretel oder das Apfelweib aus Hoffmanns Märchennovelle Der goldene Topf, ist Clarimonde mit dem schmalen Antlitz, den bleichen Zügen und schattigen Lidern als Prototyp des Vamps zu erkennen.

## Einflüsse und Deutungsansätze

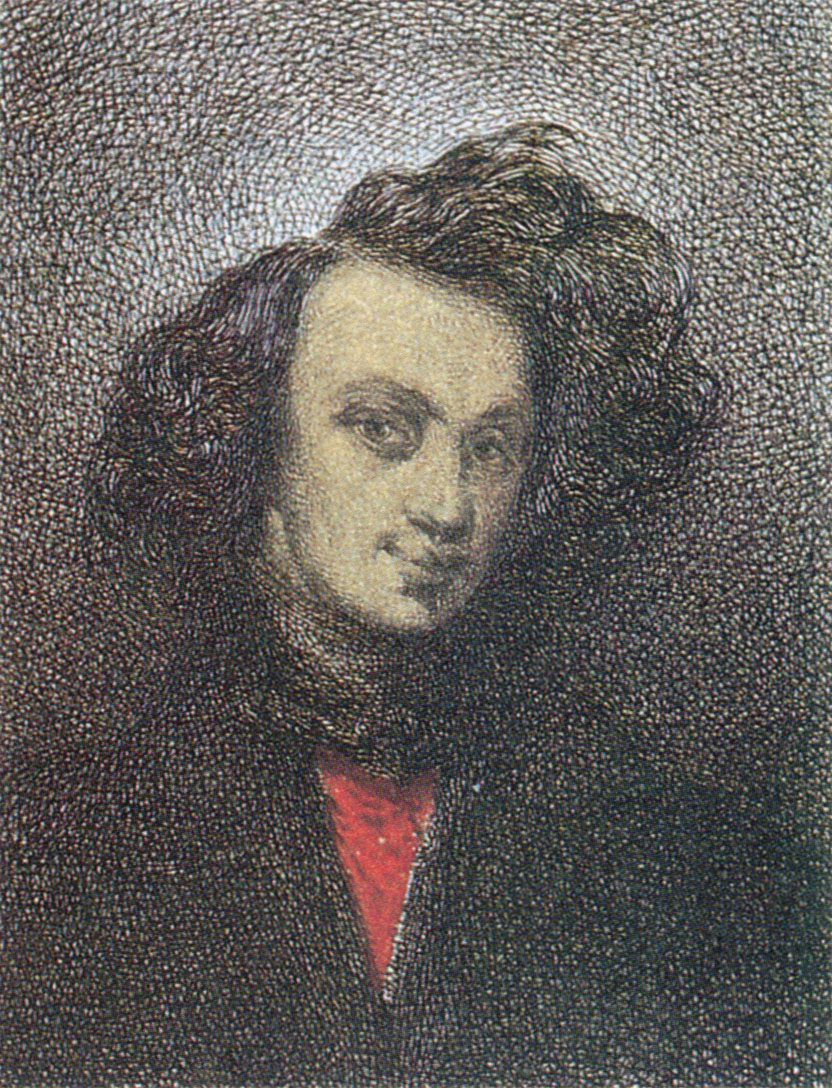
Théophile Gautier 1839, Porträt von Auguste de Chatillon

Eine weitere Anregung ging von Théophile Gautiers Erzählung La Morte amoureuse (Die tote Geliebte) aus, von Rein A. Zondergeld als „erste wirklich überzeugende Vampir-Geschichte der Weltliteratur“ bewertet, die den erotischen Aspekt des Vampir-Mythos unterstreiche. In ihr verfällt der Priester Romuald einer schönen Kurtisane, die ebenfalls Clarimonde heißt und sich als Blutsaugerin entpuppt, die ihre Liebhaber tötet.
Michael Sennewald weist lediglich auf die Verserzählung Lamia von John Keats hin, in der eine Schlange sich in ein verführerisches Mädchen verwandelt und den Mann in der ersten Liebesnacht tötet.
Wie Wörtche darlegt, erzeugt Ewers mit dem mehrfachen Auftauchen der Spinne genau die Unsicherheit, die das Wesen der Phantastik bestimmt. Er erinnert an Gautiers Erzählung und weist auf Parallelen hin. Neben dem Namen Clarimonde sind es bestimmte Äußerlichkeiten, die sich bei Ewers wiederfinden. So hat der Vampir bei Gautier „aristokratische feine Hände mit langen Nägeln und durchsichtiger Weiße“. Der verliebte Priester vermutet, dass der Teufel seine Finger im Spiel hat und sich unter den Handschuhen der schönen Frau vielleicht nur seine Klauen verbergen. Die Clarimonde bei Ewers hat „immer … lange schwarze Handschuhe an“, und die Bewegungen der Finger erinnern an das Krabbeln von Spinnenbeinen.
Obwohl in der Geschichte des Autorenpaares Übernatürliches vorkommt, ordnet Wörtche sie – anders als die Erzählung von Ewers – nicht der phantastischen Literatur zu. Ewers’ Text hingegen sei durch die „wechselseitige Ambiguisierung der beiden Erzählinstanzen“ (Tagebuch – und anonymer Erzähler) als phantastisch einzustufen. Hierbei orientiert er sich an der minimalistischen Theorie des Phantastischen, die auf Tzvetan Todorov zurückgeht. Nach ihr kann von Phantastik nur gesprochen werden, wenn es offenbleibt, ob ein Vorgang natürlich oder übernatürlich zu erklären ist. Sobald ein Ereignis als „natürlich“ erklärt werden kann, wird es als unheimlich eingestuft; ist es hingegen übernatürlich, gehört es zur Sphäre des Wunders, eine Definition, die neben Stanislav Lem auch von Zondergeld kritisiert wurde, enge sie den Begriff des Phantastischen doch so sehr ein, dass er sich selbst auflöse.
Im Text von Ewers symbolisiert die Spinne nicht nur die übermächtige Frau, die für den Autor etwas Geheimnisvolles und Gefährliches hatte, das er selbst auf die Kurzformel Lilith brachte, sondern verbindet zudem die Realität mit der Ebene des Phantastischen. So berichtet der Erzähler in der Einleitung von einer großen schwarzen Spinne, die auf zwei der Leichen gesehen worden sein soll und schockiert am Ende mit dem Bild der zerbissenen Spinne im Mund des Medizinstudenten, deren violette Tupfen an das schwarze Kleid Clarimondes erinnern.

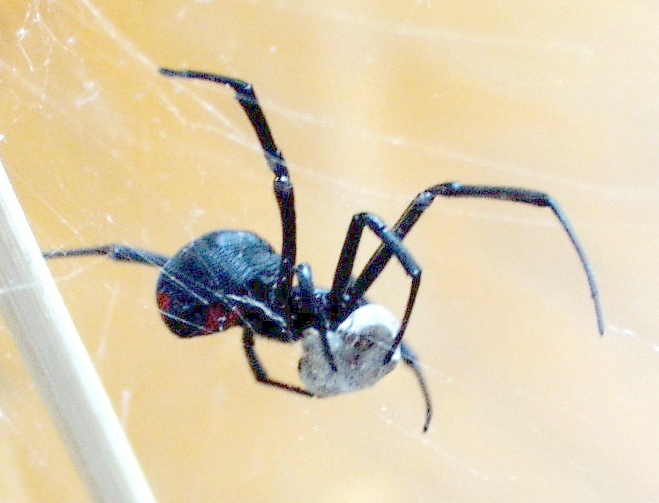
Spinnenweibchen mit Beute

Als sich die fatale Beziehung entwickelt, beobachtet Richard Bracquemont eines Tages, wie das Weibchen einer Kreuzspinne von einem viel kleineren Männchen vorsichtig umschlichen wird und sich schließlich auf die Paarung einlässt. Nach dem Liebesspiel flüchtet das Männchen, wird jedoch von der übergroßen Gespielin erfasst, in die Mitte des Netzes gezerrt, dort eingesponnen, ausgesaugt und dann als „jämmerliche(s), unkenntliche(s ) Klümpchen … verächtlich … aus dem Netz“ geworfen, eine Szene, die später an Bedeutung gewinnt. Während er sich zunächst distanzieren will – „ich bin froh, daß ich kein Spinnenjüngling bin“ – greift er die Thematik kurz vor dem Suizid wieder auf: „Mir ist, als liefe ich in einem großen Kreis weit um sie herum, käme hier ein wenig näher, zöge mich wieder zurück […] Bis ich endlich – und das weiß ich ganz gewiß – doch einmal hin muß zu ihr. Clarimonde sitzt am Fenster und spinnt.“
Gerade weil er lediglich den sachlich-analytischen Blick beibehält, die möglichen Gefahren zwar vermutet, dann aber als absurd von sich weist, reißt ihn der Strudel weiter mit sich. Dass er ihm als Mediziner und Naturwissenschaftler nicht entkommen kann, zeigt genretypisch auf, wie schwer es den jeweiligen Protagonisten fällt, sich gegen Einflüsse des Übernatürlichen zu wehren.
Der Medizinstudent kann nicht mehr fliehen – zu sehr ist er bereits in den klebrigen Maschen des Netzes gefangen und genießt die Schauer der Erniedrigung und des Unterganges. So schreibt er selbst: „Ich also, der so stolz darauf war, ihre Gedanken zu beeinflusse, ich bin es der so ganz und gar beeinflußt wird.“
Für Michael Sennewald handelt es sich hierbei nicht um Hypnose, sondern um eine erotische Anziehungskraft, die von der übermächtigen Frau ausgeht. Angedeutet durch das offensichtliche Symbol der Spinne, die das hilflose Männchen frisst, ist es auch hier der Eros, dem der Mann ausgeliefert ist.
In Richard Bracquemont verbinden sich Liebe und Tod zu einer masochistischen Ekstase des Glückes. Die imitierte Strangulation ist die pervertierte symbolische Vereinigung mit der Geliebten. Kurz vor seinem Ende wird ihm schlagartig deutlich, dass er einer dämonischen Illusion zum Opfer fiel, und im letzten und reflexartigen Aufbäumen seiner Kraft tötet er die Spinne und reißt damit auch die Zauberin mit sich in den Abgrund.

## Rezeption
H. P. Lovecraft griff in seiner letzten abgeschlossenen Erzählung Der leuchtende Trapezoeder einige Elemente der Geschichte auf und malte aus, wie der Schriftsteller Robert Blake aus den Tiefen des Alls ein unheimliches Wesen beschwört, dem er selbst zum Opfer fällt.
In seinem Essay Supernatural Horror in Literature behandelte er neben anderen europäischen Autoren des Unheimlichen auch Erckmann-Chatrian und Hanns Heinz Ewers und hob dabei L’oeil invisible und Die Spinne besonders hervor. Dem Autorenpaar sei es auf unvergleichliche Art gelungen, eine beklemmende Nachtatmosphäre zu schaffen, und nur „wenige Kurzgeschichten bieten größere Schrecken als Das unsichtbare Auge“. Ewers sei ein Kenner moderner Psychologie und verkörpere die zeitgenössische phantastische Literatur Deutschlands wie kein anderer. Herausragende Eigenschaften der Kurzgeschichte Die Spinne und der Romane Der Zauberlehrling und Alraune. Die Geschichte eines lebenden Wesens würden diese Werke auf eine klassische Ebene heben.
Wie Richard Bracquemont in der Erzählung von Ewers vertraut auch der Schriftsteller Blake seine Erlebnisse einem Tagebuch an, das ein Erzähler dem Leser präsentiert, schreibt am Ende verzweifelt seinen Namen auf und stirbt mit angstverzerrtem Gesicht.
Für Michael Sennewald dienen die unheimlichen Seiten Clarimondes nur der vordergründigen und rauschhaften Unterhaltung des Lesers. Nach seiner Auffassung ist sie keine übernatürlich-dämonische Spinne, sondern verkörpert wie Lilith die starken Kräfte von Eros und Libido, die für einige zum Verhängnis werden können. Die Erzählung sei gleichermaßen Ausdruck der Persönlichkeit des Autors wie bestimmter literarischer Strömungen und populärer Motive, zu denen etwa der Vamp gehört habe, der dem Schwächegefühl des dekadenten, vor der Realität versagenden Mannes entgegengekommen sei. Die literarische Gestaltung sei für Ewers auch deswegen reizvoll gewesen, weil sie seinem Interesse für archaische Mutterkulte entsprochen habe.
Nach seiner Auffassung ist Die Spinne Ewers Beitrag zum Vampirgenre des Fin de Siècle, mit dem er an literarische Traditionen anknüpfte, das Geschehen in die Gegenwart einer Großstadt verlagerte und statt der diabolisch schönen Frau nun ein Wesen aus den dunklen Bereichen der Albträume imaginierte. Mit Clarimonde präsentiere er eine Verführerin, die sich typologisch bis zu Kleopatra, Herodias, Diana und der Sphinx, dem Dämon der Zerstörung, zurückverfolgen lasse.